# بيكاء
بيكاء هي مدينة في مقاطعة رودان، إيران. عدد سكان هذه المدينة هو 7,190 في سنة 2016.